# Jack Harrow
Jack Harry Harrow (ur. 18 października 1888 w Beddington, zm. 19 lipca 1958 w Croydon) – angielski piłkarz, reprezentant kraju.
Początkowo gracz Croydon Common. W 1911 roku został zawodnikiem Chelsea i barwy londyńskiego klubu reprezentował do końca swojej kariery (1926). Łącznie rozegrał w nim 334 mecze i strzelił 5 goli. W sezonie 1914/1915 wraz ze swoim zespołem dotarł do finału pucharu Anglii – wystąpił w nim w podstawowym składzie i pełnił funkcję kapitana drużyny, zaś Chelsea przegrała 0:3 z Sheffield United. 
W reprezentacji Anglii rozegrał dwa mecze. Zadebiutował 21 października 1922 roku w wygranym 2:0 spotkaniu z Irlandią w ramach British Home Championship. Po raz drugi wystąpił 21 maja 1923 w pojedynku ze Szwecją.